# Boots Malone
Boots Malone és una pel·lícula dramàtica estatunidenca de 1952 dirigida per William Dieterle. És protagonitzada per William Holden com un agent esportiu que no té sort i Johnny Stewart com un ric fugitiu que vol convertir-se en jockey. Està doblada al català.

## Argument
Un nen ric abandona l'escola i va a l'hipòdrom per aprendre a ser jockey.

## Repartiment
- William Holden com "Boots" Malone
- Johnny Stewart com Thomas Gibson Jr.
- Stanley Clements com "Stash" Clements
- Basil Ruysdael com "Preacher" Cole
- Carl Benton Reid com John Williams
- Ralph Dumke com Beckett
- Ed Begley com Howard Whitehead
- Hugh Sanders com Matson
- Harry Morgan com "Quarter Horse" Henry
- Ann Lee com Mrs. Gibson
- Anthony Caruso com Joe
- Billy Pearson com Eddie Koch. Pearson era un jockey a la vida real
- Emory Parnell com Evans (sense acreditar)